# 3992-es busz
A 3992-es jelzésű autóbuszvonal Tiszaújváros, Köröm, Kesznyéten és Tiszalúc között húzódó regionális vonal volt, amelyet az ÉMKK Zrt. üzemeltetett.

## Története, útvonala
A keresztirányú járat Borsod-Abaúj-Zemplén megye egyik legnagyobb városát, a járásközpont Tiszaújvárost kötötte össze a 80-as vasútvonalon állomással rendelkező Tiszalúccal, útvonalára Kesznyétent is felfűzve. A járat indítására azért volt szükség, mert 2018. augusztus 1-től a kesznyéteni Sajó-hidat felújítás miatt teljes szélességében lezárták. Az árhullámok idején a műtárgy korábban is használhatatlanná vált, de ez a felújítás több hónapon keresztül tartott, így a vállalatnak reagálnia kellett a változásokra.
A Sajón az átkelési lehetőségek korlátozottak, Kesznyéten után legközelebb Sajóládnál volt híd, így a buszoknak odáig kellett kerülniük, így az ÉMKK 3972-es menetrendi számmal új járatot indított. A járat szeptember 6-áig közlekedett, ekkor ugyanis Muhi és Köröm között ideiglenes pontonhidat emeltek, melyet busszal is járhatóvá tettek, így kisebbet kellett kerülni. A buszok Tiszaújváros (részben az autóbusz-állomásról, részben a MOL-üzemtől indult/érkezett) és Köröm között nem álltak meg sehol, utána normális megállási rend szerint közlekedtek, egyes indítások Kesznyétenig, a legtöbb Tiszalúcig.

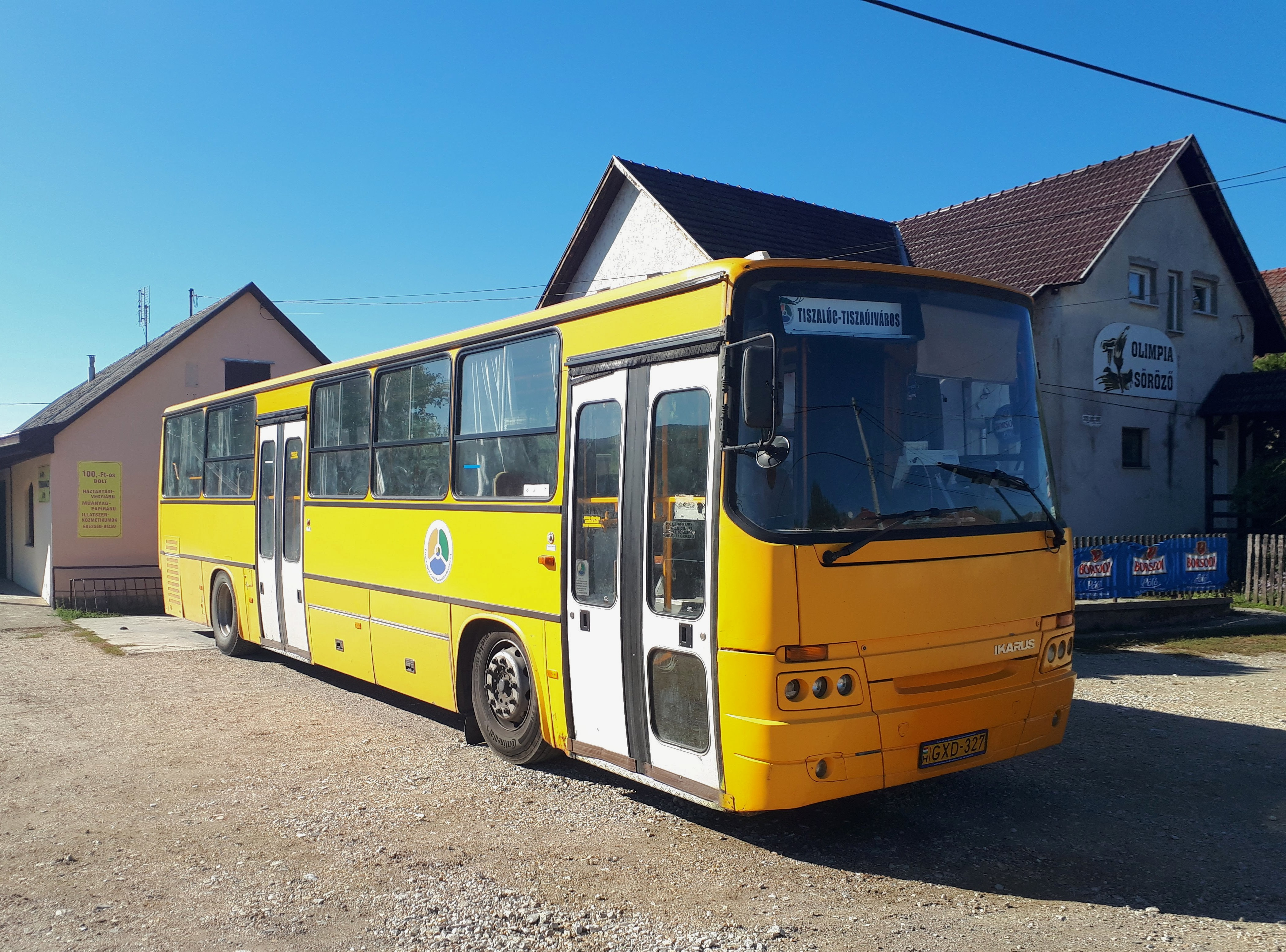
A hídlezárás a járműelosztás terén is összekavarta a lapokat: Bőcsött pihenő Ikarus C56, mely ennek a járatnak volt a törzsjárműve

## Közlekedése
Napi fordulószáma alacsonyabb volt, mint az ősjáraté. A munkálatokat 2018. november 15-én fejezték be, mikortól az új híd elkészültével ismét eredeti útvonalon, 3974-es vonalszámmal mai napig létesített Tiszaújváros és Tiszalúc kapcsolata.

## Megállóhelyei
| 0  | Tiszaújváros, MOL autóbusz-váróterem végállomás     | 0.0 km  | 1450 3731, 3733, 3744, 3745, 3950, 3952, 3960, 3963, 3964, 3965, 3966, 3968, 3970, 3971, 3975, 4008, 4484                                                                                           |
| 1  | Tiszaújváros, bejárati út                           | 1.2 km  | 2 1341, 1369, 1370, 1372, 1424, 1426, 1450 3731, 3733, 3739, 3744, 3745, 3950, 3952, 3960, 3963, 3964, 3965, 3968, 3970, 3971, 3975, 4008, 4484                                                     |
| 2  | Tiszaújváros, művelődési ház                        | 1.6 km  | 2, 3 1424 3731, 3733, 3734, 3739, 3744, 3745, 3950, 3952, 3960, 3963, 3965, 3968, 3970, 3971, 3966, 3975, 4008, 4484                                                                                |
| 3  | Tiszaújváros, autóbusz-állomás vonalközi végállomás | 2.4 km  | 1, 1A, 2, 3 1057, 1341, 1369, 1370, 1372, 1374, 1424, 1427 3731, 3733, 3734, 3737, 3739, 3744, 3745, 3752, 3950, 3952, 3960, 3963, 3964, 3965, 3966, 3967, 3968, 3969, 3970, 3971, 3975, 4008, 4484 |
| 4  | Köröm, tiszalúci útelágazás                         | 15.5 km | 3731, 3733, 3785 |
| 5  | Girincs, Rózsa utca                                 | 17.8 km | 3731, 3733, 3785 |
| 6  | Girincs, bolt                                       | 18.3 km | 3731, 3733, 3785 |
| 7  | Girincs, Kossuth utca 2.                            | 18.7 km | 3731, 3733, 3785 |
| 8  | Kiscsécs, autóbusz-váróterem                        | 20.3 km | 3731, 3733, 3785 |
| 9  | Kesznyéten, Rákóczi utca                            | 22.4 km | 3731, 3733, 3785 |
| 10 | Kesznyéten, Dózsa György utca                       | 23.0 km | 3731, 3733, 3785 |
| 11 | Kesznyéten, Táncsics utca                           | 23.3 km | 3731, 3733, 3785 |
| 12 | Kesznyéten, templom vonalközi végállomás            | 24.4 km | 3731, 3733, 3785 |
| 13 | Kesznyéten, Táncsics utca                           | 25.1 km | 3731, 3733, 3785 |
| 14 | Tiszalúc, Petőfi út                                 | 35.0 km | |
| 15 | Tiszalúc, művelődési ház                            | 35.6 km | 3788 |
| 16 | Tiszalúc, óvoda                                     | 36.4 km | 3788 |
| 17 | Tiszalúc, Szabadság utca 2.                         | 37.3 km | 3788 |
| 18 | Tiszalúc, Alkotmány utca 89.                        | 37.7 km | 3788 |
| 19 | Tiszalúc, Alkotmány utca 95.                        | 38.1 km | 3788 |
| 20 | Tiszalúc, Alkotmány utca 121.                       | 38.4 km | 3788 |
| 21 | Tiszalúc, autóbusz-forduló végállomás               | 39.1 km | 3788 |